# Terminal maritime de passagers
Pour les articles homonymes, voir Terminal.
Un terminal maritime, aussi nommé terminal portuaire, gare maritime, terminal maritime de passagers,  est une infrastructure portuaire où  les traversiers et les navires de croisière accueillent les passagers et les véhicules.